# Sigitas Urbonas
Sigitas Urbonas (* 11. September 1942 in Pošnia, Rajongemeinde Alytus) ist ein litauischer Politiker.

## Leben
Nach dem Abitur 1959 an der Mittelschule Simnas absolvierte er 1965 das Diplomstudium des Straßenbauingenieurwesens an der Technischen Universität Kaunas.
Von 1966 bis 1967 arbeitete er in Zarasai als Arbeitenleiter beim Straßenbau. Von 1967 bis 1980 war er leitender Ingenieur in Prienai. Von 1980 bis 1994 war er Leiter im Bau in Sibirien. Von 1995 bis 1996 war er Bürgermeister der Rajongemeinde Prienai und von 1996 bis 2000 Mitglied im Seimas.
Ab 1994 war er Mitglied von Tėvynės Sąjunga – Lietuvos krikščionys demokratai.
Er ist verheiratet. Mit Frau Juristin Nijolė hat er die Söhne Geraldas und Karolis.